# Pinas (gemeente)
Pinas is een gemeente en dorp (Frans: commune) in het Franse departement Hautes-Pyrénées (regio Occitanie). De commune telt 452 inwoners (2008). De plaats maakt deel uit van het arrondissement Bagnères-de-Bigorre.

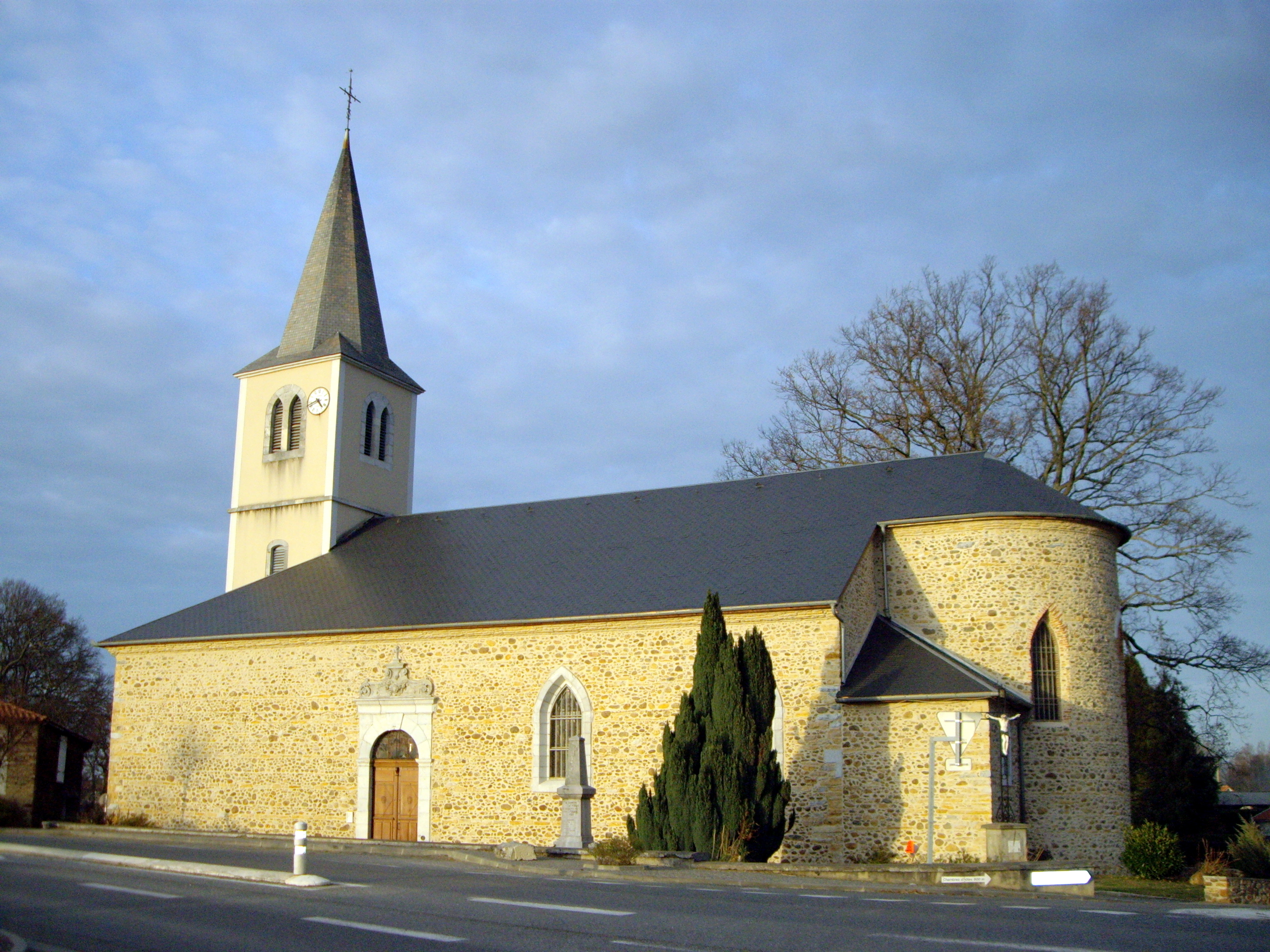
Kerk van Nativité-de-la-Sainte-Vierge.

## Geografie
De oppervlakte van Pinas bedraagt 5,9 km², de bevolkingsdichtheid is 74,9 inwoners per km². De Gers stroomt door deze commune.

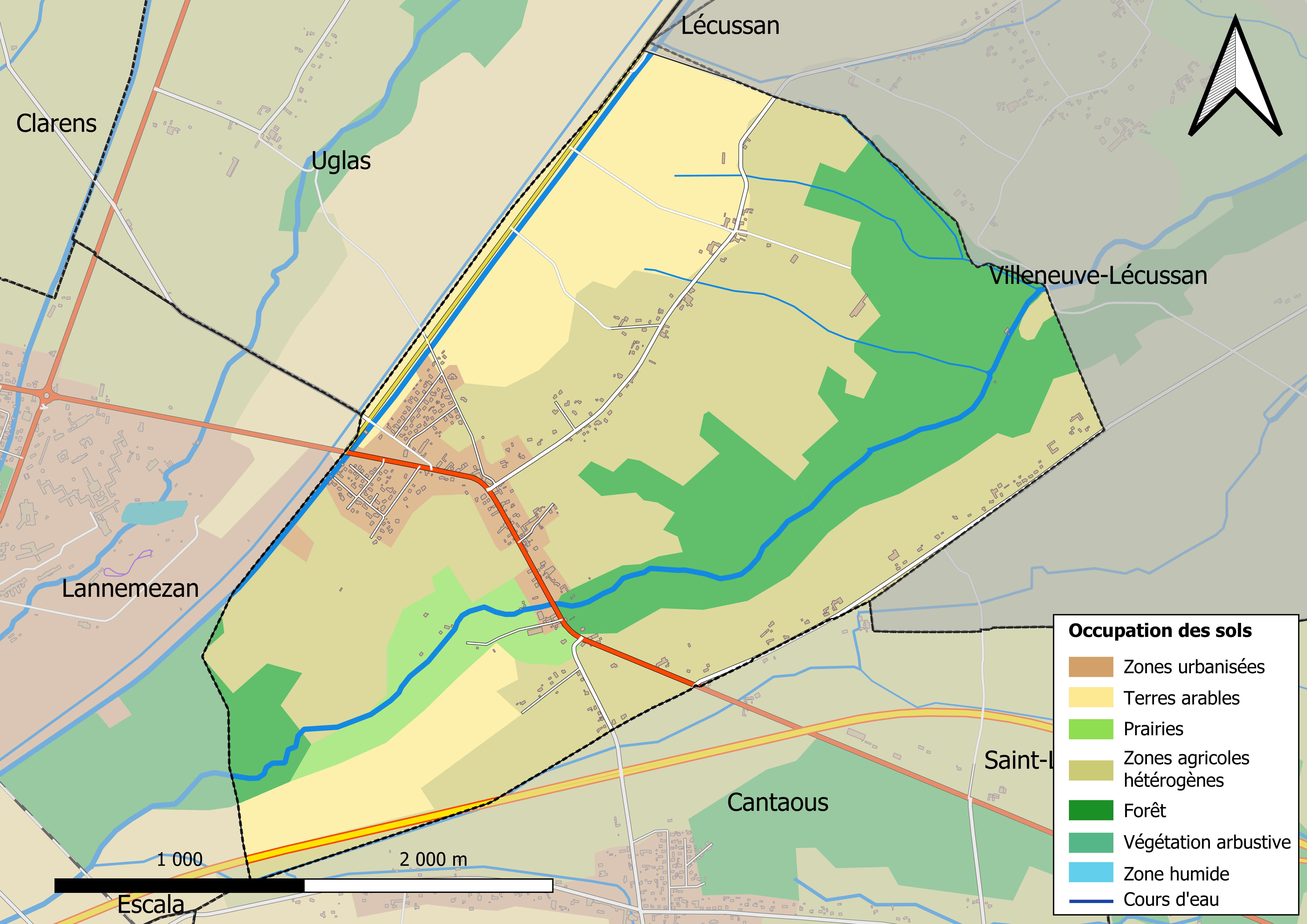
Kaart van de gemeente met belangrijkste infrastructuur, bodemgebruik en omliggende gemeenten

## Demografie
Onderstaande figuur toont het verloop van het inwonertal (bron: INSEE-tellingen).